# دافيدا ألين
دافيدا ألين (بالإنجليزية: Davida Allen)‏ هي رسامة وكاتِبة أسترالية، ولدت في 20 أكتوبر 1951 في Charleville, County Cork ‏ في جمهورية أيرلندا.

## وصلات خارجية
- دافيدا ألين على موقع IMDb (الإنجليزية)